# Sint-Martinuskerk (Montenaken)
De Sint-Martinuskerk is een kerkgebouw in Montenaken in de Limburgse gemeente Gingelom. De kerk is gelegen aan de Brugstraat niet ver van de Marktplaats en ligt op een voormalige motte.
Het kerkgebouw bestaat uit een vierkante westtoren, een portaal tegen de zuidzijde van de toren, een driebeukig schip met vijf traveeën en een driezijdig gesloten koor met vijf traveeën. Hierachter bevindt zich het oude koor. De toren heeft twee geledingen en is opgetrokken in kwartsiet in vrij regelmatig verband met kalkstenen plint, waterlijsten en hoekstenen. Het bovenste deel is van mergelsteen met een bakstenen voorgevel en kalkstenen galmgaten en hoekstenen. De toren heeft verder enkele smalle kijkgaten en een klokvormige torenspits die gedekt is met leien. Het schip en het koor zijn opgetrokken in baksteen, waarbij de hoekbanden, plint en rondboogvensters van kalksteen zijn. Het kerkgebouw wordt overwelfd door een tongewelf die gedragen wordt door Dorische zuilen met dekblad en sokkel.
De kerk is een beschermd monument en is gewijd aan Sint-Martinus.

## Geschiedenis
Oorspronkelijk hebben hier een romaanse kerk en een burcht gestaan.
In 1465 werd de kerk met de burcht vermoedelijk verwoest. Daarna bouwde men een nieuwe kerk.
Vermoedelijk in 1565 werd de toren verhoogd.
In vermoedelijk 1717 werd er een nieuwe kerk gebouwd op deze plek, waarbij het koor van de vorige kerk behouden bleef. Dit koor werd toen omgevormd tot pastorie.
In 1829 zijn het huidige schip en koor gebouwd, wat aangegeven wordt door een chronogram boven het portaal.